# 玄武 (ミサイル)
玄武（ヒョンム、朝: 현무）は、大韓民国（韓国）が開発した、一連の対地ミサイルのシリーズ名である。
韓国軍は弾道ミサイルの「玄武-1」「玄武-2」シリーズと、巡航ミサイルの「玄武-3」シリーズを開発・配備している。
2016年の韓国SBSの報道によると、韓国軍は既に玄武-2と玄武-3を合わせて800基保有しており、2017年までの第1次5ヶ年事業で2兆7千億ウォンを費やして900基追加生産して保有数を計1700基に倍増させ、さらに第2次5ヶ年事業で300基追加生産して、最終的に計2000基を配備する予定である。これにより、北朝鮮のミサイルと長距離砲戦力の70%を除去することができる時間が、従来の6日から1日に短縮できるという。
弾道ミサイルを含む韓国軍の全ての長距離ミサイルは、2006年に創設されたミサイル司令部の指揮下に置かれている。

## 玄武-1・玄武-2シリーズ

### 概要
NHK-2「玄武」（玄武-1）は、休戦状態にある北朝鮮への対抗を主目的にするとして開発された弾道ミサイルで、戦争再開時には北朝鮮の主要な拠点と飛行場への攻撃に使用される。
このミサイルの運用部隊は平壌近郊までを射程に収められるように、北朝鮮との軍事境界線（38度線）近くに配備されている。
このミサイルは設計上は核弾頭の搭載が可能になっているとされる。これは設計の基になったアメリカ製のナイキ ハーキュリーズから受け継がれた設計要件ではあるが、搭載が可能であっても韓国は核兵器を保有していないため、高性能火薬による通常弾頭を搭載している。老朽化した玄武-1はATACMS弾道ミサイルに代替されつつある。
玄武-2シリーズは、ロシアへのスパイ行為によって開発されたものと見られている（後述）。

### 玄武-2A
玄武-2Aは、射程は300km、サイロから発射される。
韓国軍合同参謀本部は、2004年の国会国防委員会国政監査において、「北朝鮮側の前方の某部隊などに、玄武-2Aが約100機以上実戦配備されている状態だ」と説明した。
長らく情報が公開されていなかったが、2017年9月5日の中国網は、「韓国軍、玄武-2Aミサイルの演習を実施」の記事で、TELから発射される玄武-2Aの写真を掲載した。その写真によると、玄武-2Aもロシアのイスカンデルに酷似した形状である。

### 玄武-2B
玄武-2Bは、ロシアの短距離弾道ミサイルであるイスカンデル（NATOコードネーム SS-26 ストーン）に形状が酷似している。
玄武-2Bは2009年末から実戦配備されている。
玄武-2Bは、射程は300kmもしくは500km、8輪の移動式装輪車（TEL）に一発搭載（ミサイルは直方体のキャニスターに格納）された垂直発射方式であるため、機動性と生存性が飛躍的に高まっており、慣性航法装置を搭載したことで誘導が容易で、固体燃料のため、即応性に優れる。音速の4倍で飛行し、弾頭の子弾950個余りが目標の600mから1500m上空で爆発し、サッカー場3～4面の広さ（400 × 500m）に該当する地域を焦土化させることができるという。
そして2012年4月19日に、大韓民国国防部は北朝鮮のミサイル発射実験への牽制として、玄武-3シリーズと玄武-2Bと見られるミサイルの発射と着弾シーンを収めた動画を公開した。移動式装輪車から発射された後に30個ほどのテスト用子弾が標的の同心円状に着弾する様子が捉えられている。またこれ以前の報道とは違って射程は300kmとされ、軍関係者は「アメリカのATACMSより威力が強く、サッカー場数十面を焦土化できる」と主張している。

### 玄武-2C
2012年9月12日に金寛鎮国防部長官が国会国防委員会に報告した国防中期計画（2013年-2017年）によると、期間中に2兆4000億ウォンを投じて900基の玄武-2を追加保有し、総計で1700基体制にする。これと精密誘導爆弾の増強計画を合わせると、24時間以内に北朝鮮ミサイルと長射程砲の70%を無力化することができるようになるという。
2017年4月6日、韓国軍関係者が、「国防科学研究所の安興試験場で、射程800㎞の弾道ミサイルの発射試験に成功した」と発表した。開発完了時点で正式名称が付与されるが、玄武-2Cの名称が有力であるとしている。外観が玄武-2Bまでとは異なり、中央にボトルネックがあり、その上方に翼が追加されており、CEPを小さくし精密誘導することを目的としていると考えられる。
| モデル  | 射程   | タイプ       | 備考               |
| ------- | ------ | ------------ | ------------------ |
| 玄武-1  | 180 km | 弾道ミサイル | -                  |
| 玄武-2A | 300 km | 弾道ミサイル | サイロに格納       |
| 玄武-2B | 500 km | 弾道ミサイル | 移動式装輪車に搭載 |
| 玄武-2C | 800 km | 弾道ミサイル | 移動式装輪車に搭載 |

### 開発
1974年、当時の大統領であった朴正煕の指示により、 国防科学研究所（ADD）にミサイル開発班が設置され、韓国製の地対地ミサイルの開発研究が開始された。この研究成果として最初に開発されたのが、射程120kmのナイキ ハーキュリーズミサイルをリバースエンジニアリングして作り上げた射程180kmのNHK-1「白熊」で、1978年に発射実験に成功した。
ミサイル開発班は、ナイキ ハーキュリーズを完全に分解調査する作業から開始し、これから得られた結果を元にナイキと「同じ」型に「新しい」枠組みを組み上げ「新しい」中身を入れるために努力した。
「白熊」の元になったナイキ ハーキュリーズは2段式のミサイルであり、第1段の固体推進剤にはダブルベース火薬型が、第2段にはコンポジット系が採用されている。当時まだ技術的基盤が乏しかった韓国は、アメリカ国務省から一部の開発設備と技術のサポートの要求が受け入れられず、「白熊」の第1段と第2段共にコンポジット系推進剤が採用された。コンポジット系推進剤は、ダブルベース火薬以上の高い出力が得られるが、噴煙が多い。ナイキより大きな推力になった白熊は、ミサイル本体の構造強度を上げる必要が生じ、強度部材を再設計した。初期開発費用として346億ウォンが掛けられていたが、アメリカの圧力により、結局「白熊」は実戦配備されなかった。
「白熊」が完成した翌1979年、韓米ミサイル覚書（韓米ミサイル指針）が締結され、韓国側は技術支援を受ける条件として「射程180km以上・弾頭重量500kg以上の弾道ミサイルの開発と配備をしない」という条件を受け入れた。
NHK-2「玄武」（玄武-1）はこの「白熊」の4基あったブースターをひとつにまとめる形で改良したものであり、1987年に発射実験に成功した。射程は「白熊」と同じ180km。概念設計などの研究段階から、アメリカの監視の下で開発され、外見もハーキュリーズと酷似している。燃料は米国のロッキード・マーティン社から供給されており、英国のGEC社製の慣性航法装置を搭載している。
一方、北朝鮮でも、それまでの無誘導地対地ロケットであるFROG-5（3R10）/FROG-7B（9M21）に替えて、1996年にシリアからSS-21（9K79 トーチカ）（射程120kmのスカラブBと思われる）短距離弾道ミサイルのデータを入手して、改良型を開発して生産・保有している（2007年に公開、DoD番号 KN-02）。KN-02は弾頭重量500kgの単段式の固体燃料方式のミサイルで、TELに搭載され、迅速な移動と短時間での発射（発射準備に5分）が可能である。
韓国は1995年以降、射程500kmまでの弾道ミサイルの開発・配備を可能とするため、韓米ミサイル指針改定の交渉をアメリカに何度も求めてきたが、アメリカとの交渉は遅々として進まなかった。1999年4月10日に韓国国防部が、国防科学研究所がミサイルを発射し高度38km・射程40kmと明らかにしたが、アメリカは発射されたミサイルの射程を296kmと判断し、米韓連合司令部を通じて試験の詳細を問い合わせして遺憾の意を表明したという。
1998年に北朝鮮がミサイルの発射実験を行うと、1999年7月2日にクリントン米大統領と会談した金大中大統領は、北朝鮮のミサイルによる威嚇に対処するためには、韓国も射程500kmのミサイルの開発と配備をすることが必要だと要求した。
2001年、初めて韓米ミサイル指針が改定され、韓国は射程300km・弾頭重量500kgまでの弾道ミサイルの開発と配備が可能になり、射程と弾頭重量のトレードオフとして、より射程の短い弾道ミサイルを開発・配備する場合は、より重い弾頭重量のミサイルを配備できることになった。これは、韓国が500kmまでの射程延長を求めて始めた1995年の改定交渉から20数回目の交渉によって獲得したものであり、1998年の北朝鮮によるミサイル発射実験が交渉を後押しした。
2009年に韓国は射程300kmの玄武-2Bを実戦配備した。
2009年4月に北朝鮮がミサイルの発射実験を行うと、韓国は同年10月にアメリカに非公式に韓米ミサイル指針の再改定を求めたが、アメリカはこれを拒否した。しかし2010年3月に天安沈没事件、11月に延坪島砲撃事件が発生すると、この直後から韓国は本格的に韓米ミサイル指針の2度目の改定交渉に臨み、韓国とアメリカの間で射程制限を800kmまで拡大する方向で協議がなされた。そして2012年10月に2度目の韓米ミサイル指針の改定がなされ、韓国は射程800km・弾頭重量500kgまでのミサイルの開発と配備が可能になった。射程と弾頭重量のトレードオフの原則は継続され、射程が550kmの場合は弾道重量は1,000kgまで、射程が300kmの玄武-2の場合は弾頭重量を従来の4倍の2,000kgまで増大させることが可能になった。
射程600km以上の弾道ミサイルの開発が認められたことにより、事実上、韓国は大気圏再突入の技術を獲得することもできるようになった。なお、この改定の大枠が固まった後、日本・中国・ロシアの周辺国に事前通知したという。また、実戦配備しない弾道ミサイルの研究目的に限っていかなる制限も撤廃された。さらに無人航空機の開発と配備における制限も緩和され、航続距離300km以下の場合の武装搭載重量は無制限、航続距離300km以上では武装搭載重量2,500kgまでの開発と配備が可能になった（巡航ミサイルの制限緩和については#玄武-3シリーズを参照）。
玄武-2弾道ミサイルはロシアの弾道ミサイル技術を土台に開発されているとされるが、技術導入経路については明らかにされていない。ところが2011年6月に韓国メディアにおいて、国家情報院（国情院）の指導の下で弾道ミサイルをロシアから盗み出したと主張する韓国人の話が報道された。この男（K）は1996年からロシア極東で鉄スクラップを韓国企業に輸出する事業をしていた。この頃、ロシアはウクライナ独立（1991年）によって欧州向け弾道ミサイルを既に極東のカムチャッカに再配備しており、続いて米ロ戦略兵器削減条約に基づいてこのミサイルを廃棄することになっていた。これに関して1997年にKの企業にミサイルを解体するよう依頼が来たのである。Kはその年にソウルで国情院と接触し、秘密裏に弾道ミサイルの部品を韓国に搬出する作戦が立案された。1998年に本格的に作戦が開始され、Kは米ロの偵察衛星に気づかれないように新月の夜明け時に限って少しずつ破砕されていないミサイルの部品を鉄くずに紛れ込ませて12km離れた埠頭の野積み上に運搬した。この際ロシアのミサイル基地司令官ら4名に計70万ドルの賄賂を渡している(当時のカムチャッカのマンション1戸が6000ドル)。そして1998年11月に無事に仁川港への搬出に成功した。部品だけでもトラック2台にぎっしり詰まるほどであり、大田の韓国航空宇宙研究院を経由して国情院に持ち込まれた。この後も2000年12月に弾道ミサイルの詳細な接続部品を、2001年11月にはエンジン3個とノズルの搬出に成功した。正式には明らかになっていないが、玄武-2の開発はここから導き出されたものと考えられている。
玄武-1の開発参加企業
玄武-1の開発には複数の防衛産業が参加しており、主に誘導弾部門と発射制御装置部門に分けられる。
- 誘導弾部門
  - 大宇重工業、金星精密：ミサイルの機体製作
  - ハンファグループ金属部門：弾頭
  - 三星航空（→現サムスンテックウィン）特殊鋼部門：推進機関
  - 大宇重工業：発射筒
- 発射制御装置部門
  - 大宇電子、金星精密：追跡探知装置の製造

## 玄武-3シリーズ
| モデル  | 射程     | タイプ       | 備考 |
| ------- | -------- | ------------ | ---- |
| 玄武-3A | 500 km   | 巡航ミサイル | -    |
| 玄武-3B | 1,000 km | 巡航ミサイル | -    |
| 玄武-3C | 1,500 km | 巡航ミサイル | -    |

玄武-3は、玄武-3A、玄武-3B、玄武-3Cの3タイプが開発されているが、射程500kmの玄武-3Aが実戦配備となっており、2006年末には、推定射程1,000km級の玄武- 3B巡航ミサイルの試験発射に成功し、量産体制に入っていると伝えられた。2010年7月には複数の韓国メディアにより、射程1,500kmの玄武-3Cが実戦配備されたことが報じられた。
この玄武-3より巡航ミサイルとなった経緯は、米韓ミサイル指針で規約されているミサイルの射程の制限が巡航ミサイルでは受けなかったことに由来する。ただし弾頭重量に関する制限は存在し、2012年10月の2度目の米韓ミサイル指針改定で初めて、射程300km以下のミサイルにおいては弾頭重量無制限、射程300km以上の場合は500kgまでの開発と保有が認められた。
北朝鮮全域は韓国首都であるソウルから500km圏内であり、中国の首都である北京まではソウルより920kmであることから、玄武-3Bと玄武-3C巡航ミサイルの射程圏内に入ってくる。また玄武-3Cは日本の主要都市も射程に収めている。
2012年4月19日、大韓民国国防部は、北朝鮮のミサイル発射実験への牽制として、玄武-2Bと、玄武3B若しくは玄武3Cのミサイルの発射と着弾シーンを収めた動画を公開した

### 派生型
玄武-3から派生した巡航ミサイルとして、「天竜（チョンリョン）」艦対地巡航ミサイルが存在する。射程300km級の潜水艦発射型は孫元一級潜水艦に実戦配備されていることが韓国メディアによって報道されており、射程500km以上級の水上艦発射型は、世宗大王級駆逐艦や李舜臣級駆逐艦に2010年中に配備される予定であることが報道されている。また空対地巡航ミサイルとしては「若鷹（ポラメ）」が存在する。

## 玄武-4シリーズ
| モデル       | 射程   | タイプ           | 備考 |
| ------------ | ------ | ---------------- | ---- |
| 玄武-4A( ko) | 800 km | バンカーバスター | -    |

玄武-4は、玄武-2を改良した、射程800㎞、弾頭2トンの、バンカーバスターである。
中央日報が報じたところによると、「大気圏外まで上昇しマッハ10以上で落下」「威力はTNT換算1kt程度」「地下300mのバンカーも破壊できる」との事であるが、あまりにも荒唐無稽なスペックのため正確性を疑問視する向きもある。
例えば重量2トンの弾頭で1ktの威力を達成するには10マッハどころか200マッハ程度が必要になる、米軍のバンカーバスターMOPでさえ総重量約14トン弱でありながら300mもの貫通力は持たないなどである。
2020年3月、玄武-4の最初の発射試験が実施された。2発が発射されたが、うち1発は失敗したと報じられている。

## 玄武４-４シリーズ
| モデル        | 射程       | タイプ                 | 備考 |
| ------------- | ---------- | ---------------------- | ---- |
| 玄武４-4( ko) | 約1,000 km | 潜水艦発射弾道ミサイル | -    |

K-SLBM（Korean Submarine Launched Ballistic Missile）とも呼ばれる。2021年9月15日にミサイル試射を成功させ、開発を完了した。

## 玄武-5シリーズ
| モデル      | 射程         | タイプ           | 備考                          |
| ----------- | ------------ | ---------------- | ----------------------------- |
| 玄武-5( ko) | SRBM級と推定 | バンカーバスター | TEL搭載、コールドローンチ方式 |

2022年10月1日の「国軍の日」に「高威力玄武弾道ミサイル」として存在が示唆されたミサイルで、2024年の国軍の日に輸送起立発射機（TEL）が公開された。北朝鮮の地下施設撃破用のバンカーバスターであり弾頭重量は8 - 9トン、コールドローンチ方式で発射され、外観は玄武-2A・玄武-2Bを大型化したものであるが、操舵翼が折り畳み式となっている。TELは一般的な大陸間弾道ミサイル（ICBM）のもの（8軸16輪）を上回る9軸18輪のものを使用している。韓国国防広報院によると2段式固体燃料モーターを採用しており、ミサイルの諸元は以下の通りである。
- 全長：15 - 20m
- 直径：1.6m
- 発射時重量：36t

射程は短距離弾道ミサイル（SRBM）級とみられているが、弾頭重量の軽量化により中距離弾道ミサイル（IRBM）ないし長距離弾道ミサイル級の射程を発揮できると考えられている。バンカーバスターとしての貫通力は不明であるが、弾頭重量と弾道ミサイルが発揮する着弾速度の速さから考えると、アメリカ軍が保有する大型貫通爆弾（MOP）を上回っているとの指摘がある。

## 主な出来事
- 2022年10月4日 - 北朝鮮が中距離弾道ミサイルを発射したことを受け、アメリカ軍と韓国軍も地対地ミサイルを日本海に向け発射した。このうち江陵市付近から発射した玄武-2シリーズのミサイルが発射直後に落下。火災が発生して地域住民がパニックになる出来事があった[34]。